# Dirección General de Arquitectura, Vivienda y Suelo
La Dirección General de Arquitectura, Vivienda y Suelo (DGAVS) fue un órgano directivo del Gobierno de España, integrado en el Ministerio de Fomento, que en diversos periodos de la historia de España agrupó las competencias sobre la vivienda, la arquitectura, el urbanismo y la política de suelo.
El órgano ha existido en dos periodos diferentes. El primero, entre 1993 y 2004, cuando se denominó Dirección General para la Vivienda, el Urbanismo y la Arquitectura. El segundo, desde 2011 hasta 2020, cuando se tituló Dirección General de Arquitectura, Vivienda y Suelo.

## Historia

### Antecedentes
La Dirección General de Arquitectura, Vivienda y Suelo es el resultado de la acumulación de competencias de distintos órganos de la administración en uno solo. El primer órgano de la administración en crearse fue la Dirección General de Arquitectura, creada por Ley de 23 de septiembre de 1939 con el objetivo de colaborar en el objetivo que el régimen franquista denominó como «reconstrucción nacional». Posteriormente se crearon las direcciones generales de la Vivienda y de Urbanismo por Decreto-ley de 25 de febrero de 1957, subordinadas al Ministerio de Vivienda.
La primera fusión competencia relevante se llevó a cabo en 1978, cuando se fusionaron las direcciones generales de Arquitectura y de Vivienda, mientras que la Dirección General de Urbanismo se fusionó con la Dirección General de Acción Territorial y juntas formaron la Dirección General de Acción Territorial y Urbanismo. En 1985 la Dirección General de Arquitectura y Vivienda se dividió de nuevo en dos, mientras que las competencias en urbanismo se repartieron entre la Subsecretaría y el Instituto del Territorio y Urbanismo.
Dos años después se volvieron a unificar vivienda y arquitectura. En 1992 el Instituto del Territorio y Urbanismo pasó a denominarse Dirección General de Política Territorial y Urbanismo.

### Dirección General
En 1993 se suprimió la Dirección General de Política Territorial y Urbanismo y las funciones urbanísticas se fusionaron con la Dirección General para la Vivienda y Arquitectura, dando lugar a la Dirección General para la Vivienda, el Urbanismo y la Arquitectura, origen de este órgano directivo, variando en 1996 a Dirección General de la Vivienda, la Arquitectura y el Urbanismo.
En 2004 se recuperó el Ministerio de Vivienda que creó una Secretaría General de Vivienda y que dividió las competencias en dos direcciones generales: de Arquitectura y Política de Vivienda y de Urbanismo y Política de Suelo. El ministerio desapareció en 2011 y unos meses más tarde lo hizo la Secretaría General.
Finalmente, a finales de 2011 se restableció el órgano al reunificarse todas las competencias bajo la misma dirección general que pasó a denominarse Dirección General de Arquitectura, Vivienda y Suelo. En 2018, aunque manteniendo la denominación, perdió las competencias de vivienda en favor de la Secretaría General de Vivienda.
En 2020, se vuelven a separar sus funciones en dos direcciones generales: la Dirección General de Agenda Urbana y Arquitectura y la Dirección General de Vivienda y Suelo.

## Estructura
En los años que existió, de este órgano dependieron los siguientes:
- Secretaría General.
- Subdirección General de Arquitectura.
- Subdirección General de Arquitectura y Edificación.
- Subdirección General de Ayudas a la Vivienda.
- Subdirección General de Coordinación y Gestión Administrativa.
- Subdirección General de Normativa y Tecnología de la Edificación.
- Subdirección General de Política de la Vivienda.
- Subdirección General de Política y Ayudas a la Vivienda.
- Subdirección General de Política de Suelo.
- Subdirección General de Políticas Urbanas.
- Subdirección General de Suelo, Información y Evaluación.
- Subdirección General de Urbanismo.

Asimismo, de este órgano dependió la Entidad Pública Empresarial de Suelo (SEPES).

## Presupuesto
La Dirección General de Arquitectura, Vivienda y Suelo tuvo un presupuesto asignado de 482 442 380 € para el año 2019. De acuerdo con los Presupuestos Generales del Estado de 2018, prorrogados para 2019, la DGAVS participó en cuatro programas:
| N.º Programa                  | Programa                                                                   | Dotación      | Ref.   |
| ----------------------------- | -------------------------------------------------------------------------- | ------------- | ------ |
| 261N                          | Promoción, administración y ayudas para rehabilitación y acceso a vivienda | 450 652 670 € | [ 12 ] |
| 261O                          | Ordenación y fomento de la edificación                                     | 29 409 100 €  | [ 13 ] |
| 261P                          | Ordenación y fomento de la edificación                                     | 1 480 610 €   | [ 14 ] |
| 000X                          | Transferencias internas                                                    | 900 000 €     | [ 15 ] |
| Total presupuesto de la DGAVS | Total presupuesto de la DGAVS                                              | 482 442 380 € |        |

## Titular
Desde la primera vez que se creó una Dirección General con todas las competencias anteriormente mencionadas, estas personas han ocupado su titularidad:
1. Francisco Borja Carreras-Moysi Carles-Tolra (1993-1996)[16]
2. Fernando Nasarre y de Goicoechea (1996-2004)[17]
3. Pilar Martínez López (2011-2014)
4. Juan Van-Halen Rodríguez (2014-2016)
5. Antonio Aguilar Mediavilla (2017-2018)
6. Francisco Javier Martín Ramiro (2018-2020)